# Marek Titius
Marek Titius, Marcus Titius – rzymski polityk, senator i dowódca w końcowym okresie istnienia Republiki.

## Rodzina
Marek Titius był synem Lucjusza Titiusa i siostrzeńcem Lucjusza Munatiusa Plancusa, który był konsulem zwyczajnym (consul ordinarius) w 42 p.n.e. Został ożeniony z Pauliną, córką Quintusa Fabiusa Maximusa, który był konsulem dodatkowym (consul suffectus) w 45 p.n.e.

## Wojna z Partami
Titus brał udział w wojnach w latach 36–31 p.n.e., jak również w wyprawie Antoniusza przeciwko Partom w r. 36. W czasie tej wyprawy Flawiusz Gallus, z kadry dowódczej Antoniusza, napadających Partów odpędził, ale nie jak poprzednio, cofając się z wolna do ciężkozbrojnych, lecz stawiając opór i zbyt śmiało wdając się w bitwę. Widząc to, dowódcy tylnej straży, jak się od nich oderwał, wzywali go do powrotu, lecz nie usłuchał ich. Wtedy kwestor Titius z chorągwią w ręce, jak mówiono, zawracał i karcił Gallusa, że gubi wielu dzielnych ludzi, ale Gallus odpowiedział mu coś z wyrzutem i ludzi zachęcał do wytrwania. Wobec tego Titius zawrócił. A Gallusa odpierającego wroga z przodu niespostrzeżenie otoczyło z tyłu mnóstwo Partów i pod obstrzałem ze wszystkich stron musiał wzywać pomocy.

## Zabicie Sekstusa Pompejusza
W 35 p.n.e. Sekstus Pompejusz uciekł z Sycylii i popłynął do Mityleny. Antoniusz zaraz po otrzymaniu wieści o Pompejuszu wyznaczył Titiusa na wodza przeciw niemu i kazał mu z okrętami oraz wojskiem zabranym z Syrii podjąć energicznie wojnę z Sekstusem, gdyby ten ją zaczął, albo go z honorami sprowadzić, jeśliby się oddał pod opiekę Antoniusza. Titius przybył więc z Syrii ze 120 okrętami i wielkim wojskiem, ale Pompejusz ruszył w głąb Bitanii, dążąc do Armenii. Kiedy nocą niepostrzeżenie ruszył naprzód, Titius podjął za nim pościg. Po gwałtownym marszu dopadł go wieczorem i rozłożyli się obozem, każdy oddzielnie wokół pewnego wzgórza. Wtedy Sekstus w nocy napadł na niego, ale nie z całym wojskiem i bez podjęcia pościgu za uciekającymi, tylko ruszył dalej w głąb kraju, tracąc szansę na zupełne rozgromienie wojska nieprzyjaciela. Pompejusz gniewał się także na Titiusa, że podjął się prowadzić tę wojnę przeciw niemu, bo go uratował niegdyś jako jeńca, kiedy dostał się do niewoli. Następnie w nocy niepostrzeżenie wymknął się z obozu, by skierować się ku morzu i spalić flotę Titiusa. Zdradził go jednak Skaurus, który zbiegł od niego, i Sekstus nie widząc wyjścia, oddał się Amyntasowi, królowi Galacji, a ten oddał go Titusowi na podstawie zawartego układu. Titius wojsko Pompejusza wcielił do wojska Antoniusza, a jego samego zabił w Milecie. Nie wiadomo, czy zrobił to z własnej inicjatywy, ponieważ żywił jeszcze nienawiść do niego z powodu doznanej niegdyś obrazy, a nie pamiętał doznanego później dobrodziejstwa, czy też na skutek zlecenia Antoniusza. Niektórzy ówcześni uważali, że zlecenie to wydał Munatius Plancus. Stracenie go bez procesu było nielegalne, gdyż jako rzymski obywatel miał prawo do procesu. To nadużycie zostało później wykorzystane przez Augusta przeciw Antoniuszowi, gdy jego stosunki z nim uległy pogorszeniu.

## Przejście na stronę Augusta
Titius był prawdopodobnie od 34 p.n.e. Pontyfikiem. Latem 32 p.n.e. Munatius Plancus opuścił Antoniusza i przeszedł na stronę Augusta. W ślad za swym wujem podążył niebawem Titius. Obaj byli przyjaciółmi Antoniusza, ale znieważeni przez Kleopatrę, ponieważ najbardziej sprzeciwiali się jej udziałowi w wyprawie wojennej, uciekli od niej i przybyli do Augusta, donosząc mu także o testamencie Antoniusza, który był im znany. Titius następnie brał czynny udział w wojnie przeciwko Antoniuszowi.
W maju 31 p.n.e. był konsulem dodatkowym (consul suffectus). Będąc znienawidzonym za zabójstwo Sekstusa Pompejusza, został przez publiczność przepędzony obelgami z własnych igrzysk, które urządził w teatrze ojca swej ofiary (teatrze Pompejusza). Uczestniczył także w tym roku w bitwie pod Akcjum.

## Namiestnik Syrii
Następnie był, prawdopodobnie od około 13/12 do 10/9 p.n.e., legatem Syrii, zastępując na tym stanowisku zapewne Marka Agrypę. Za jego urzędowania król Partów Fraates IV tak zabiegał o przyjaźń cesarza, że wezwał Titiusa na konferencję i dał mu jako zakładników czterech swoich prawowitych synów, ich dwie żony oraz czworo ich dzieci. Uczynił to także z obawy, by synowie go nie zgładzili. Zostali więc oni wysłani do Rzymu.
Gdy syn Heroda Wielkiego, Aleksander I, został niesłusznie oskarżony o spiskowanie przeciwko ojcu, Archelaos Sisines (król Kapadocji) zaniepokojony o los swojego zięcia przybył do Jerozolimy, aby go wybronić. Sprawy przybrały pomyślny obrót, a król zaskarbił sobie także łaskę Heroda. Następnie obaj razem udali się do Antiochii, gdzie Herod pojednał z Archelaosem powaśnionego z nim zarządcę Syrii, Titiusa. Potem Herod powrócił do Judei i po niedługim czasie udał się do Rzymu. Po jego powrocie z tej podróży namiestnikiem Syrii był już Sencjusz Saturninus.